# Turtle (syntaxis)
Turtle, ook bekend als Terse RDF Triple Language, is een serialisatieformaat voor het Resource Description Framework (RDF), een universele taal voor het weergeven van informatie op het Web.

Turtle is verenigbaar met, en een onderdeel van, Notation3 (N3). Net als Notation3 is Turtle een alternatieve syntaxis voor RDF/XML. Het biedt een zekere compatibiliteit met de bestaande N-Triples- en Notation3-formaten, evenals de triple syntax van SPARQL. Een triple bestaat uit een subject, een predicate en een object. Elk van deze items wordt uitgedrukt als een Web URI. Turtle biedt een systematiek om drie URI's steeds te groeperen tot een triple en op die manier informatie op te bouwen en de onderlinge relaties aan te geven.
De MIME-type van Turtle is  text/turtle . De karaktercodering van Turtle inhoud is altijd UTF-8.

## Voorbeeld
Turtle-voorbeelden zijn ook geldig in Notation3. Het volgende voorbeeld definieert drie prefixes ("rdf", "dc" en "ex") en gebruikt die om een bewering te maken over de maker van een RDF/XML document:
```
@prefix rdf: <http://www.w3.org/1999/02/22-rdf-syntax-ns#> .

@prefix dc: <http://purl.org/dc/elements/1.1/> .

@prefix ex: <http://example.org/stuff/1.0/> .

<http://www.w3.org/TR/rdf-syntax-grammar>

  
dc:title "RDF/XML Syntax Specification (Revised)" ;

  ex:editor [
    ex:fullname "Dave Beckett";
    
ex:homePage <http://purl.org/net/dajobe/>

  ] .
```

Het voorbeeld codeert voor een RDF-grafiek van vier triples. Hier zijn de triples expliciet in N-Triples-notatie:
```
<http://www.w3.org/TR/rdf-syntax-grammar> <http://purl.org/dc/elements/1.1/title> "RDF/XML Syntax Specification (Revised)" .

<http://www.w3.org/TR/rdf-syntax-grammar> <http://example.org/stuff/1.0/editor> _:bnode .

_:bnode <http://example.org/stuff/1.0/fullname> "Dave Beckett" .

_:bnode <http://example.org/stuff/1.0/homePage> <http://purl.org/net/dajobe/> .
```

De vier triples presenteren de volgende feiten:
- Het W3C technisch rapport over RDF syntax en grammatica heeft de titel "RDF/XML Syntax Specification (Revised)".
- De redacteur van dat rapport is een bepaalde persoon, waarvan
- de volledige naam "Dave Beckett" is, die
- een website heeft op een bepaalde plaats.

## Geschiedenis
"Turtle" werd ontwikkeld door Dave Beckett als een subset van de N3 taal van Tim Berners-Lee en Dan Connolly, en als een superset van het minimale N-Triples formaat. Daar waar de volledige N3 veel meer uitdrukkingsmogelijkheden biedt, beperkt Turtle zich tot het serialiseren van RDF grafieken. Turtle is een alternatief voor RDF/XML, de originele unieke syntax en standaard voor RDF, maar in tegenstelling tot RDF/XML is Turtle niet beperkt tot XML. Turtle wordt daarom gezien als makkelijker leesbaar en beter bewerkbaar dan de XML evenknie.
In 2011 is een werkgroep binnen het W3C begonnen aan een actualisatie van RDF, die gepubliceerd zou moeten worden in combinatie met een gestandaardiseerde versie van Turtle. Deze Turtle specificatie werd op 25 February 2014 gepubliceerd als een W3C aanbeveling.
Een significant deel van de RDF-toolkits omvat Turtle-parsing en serialisatiemogelijkheden. Enkele voorbeelden zijn Redland, Sesame, Jena en RDFLib. De ondersteuning van het Turtle formaat zal waarschijnlijk nog toenemen wanneer het door W3C aanbevolen gaat worden, aangezien het bij W3C gangbaar is om op te roepen tot implementatie als onderdeel van het ratificatieproces van webstandaarden.